# جامعة بولتافا للاقتصاد والتجارة
جامعة بولتافا للاقتصاد والتجارة , (بالأوكرانية: Полтавський університет економіки і торгівлі) , وهي إحدى الجامعات الرصينة في أوكرانيا واحدة من المؤسسات العلمية تقع في مدينة بولتافا انشئت الجامعة عام 1961

## الكليات
- التحضيرية للأجانب
- الاقتصاد
- اللغات
- المحاسبة
- التسويق
- ادارة الاعمال
- العلاقات الدولية
- الفندقة والسياحة
- القانون
- علم النفس
- الترجمة
- الاقتصاد الدولي
- العلوم السياسية
- تكنولوجيا الأغذية
- تقنية المعلومات
- الدراسات العليا